# BLUU
BLUU（ブルー）は、日本の元女性アイドルグループ、ライブアイドル。芸能事務所 SJ Entertainment（以下『SJE』と略す） がプロデュースを行っていた。アイドルグループさくらシンデレラの姉妹グループとして2020年10月25日に結成された。
メンバー全員がSJEに所属している。レーベルはFantastic Music。アイドルステージ（秋葉原、新宿）に専用劇場を持ち、ほぼ毎日公演を行っていた。2022年11月27日に活動を終了した。
なお、BLUUの前身グループとなるWhite lovers（ホワイトラバーズ）も本頁で扱う。

## 概説
2020年
- 10月25日に前身グループWhite loversが活動終了となる。メンバーである『雪咲みうな』『音羽りな』に『逢坂はつね』と、BLUU練習生『花野木風』『桃瀬さり』の3名を加えて、『さくらシンデレラ』の7番目となる姉妹グループとして『BLUU』を結成。同日、秋葉原アイドルステージに於いてお披露目される。BLUU練習生『花野木風』『桃瀬さり』は同日デビュー。

2021年
- 2月23日にBLUU練習生の『花野木風』『桃瀬さり』が正式メンバーに昇格となる。
- 2月27日にメンバーの『雪咲みうな』が『さくらシンデレラ』を卒業、BLUU専任となる。
- 4月25日にBLUU Revolutionが開始される。結果は、ミッション1、ミッション2は達成されたものの、ミッション3は未達となる。6月22日に獲得した新曲のリリースが告知されて、リリースイベントを重ねる。10月25日にエムカードにて新曲「未来へSing a song」が発売となる。12月4日に同じく獲得した『SHORT MOVIE』が、公式Youtubeで公開となる。
- 7月26日にSHOWROOMイベント『@JAM EXPO 2020-2021 横アリ出ちゃいまSHOWROOM』に参加する（結果：2位通過）。8月4日に『@JAM最終予選（横浜アリーナ 現地予選）』に出場する（結果：出演権獲得）。8月28日に『@JAM EXPO 2020-201（横浜アリーナ ストロベリーステージ）』に出演した（ウェルカムアクト）。
- 9月24日に新ミッション1が開始される。ミッションA・B共に未達となる。11月25日にミッションAのみの代替ミッションが開始される。11月30日に代替ミッションが達成となり、翌年1月26日に獲得したサブスク解禁となる。

2022年
- 1月2日に『TOKYO IDOL PROJECT × @JAM ニューイヤープレミアムパーティー（NPP2022）』の予選会『お正月だよ！新春運試し！ ～じゃんけんの乱～』（お台場フジテレビ本社ビル1階）に参加するも一回戦で敗退となる。
- 1月8日に新ミッション2が開始される。3月8日にミッションA・B共に期日内に達成される。
- 3月1日にSJE主催ライブ『IDOL STAGE FES. vol.1』にOAとして出演する。5月28日に『IDOL STAGE FES. vol.2』にOAとして出演する。7月13日にSJE主催ライブ『IDOL STAGE FES special edition』に出演する。7月14日にSJE主催ライブ『IDOL STAGE FES. vol.3』にOAとして出演する。11月21日にSJE主催ライブ『IDOL STAGE FES. vol.4』に出演する。
- 3月28日にSHOWROOMイベント『【東日本Aブロック】TIF2022全国選抜LIVE 2次審査』に参加する（結果：3位通過）。5月5日に『TIF2022全国選抜LIVE』（新宿ReNY）に参加するも予選Bブロックで敗退となる。
- 6月18日に新ミッション2で獲得した1stワンマンライブが開催され、同じく獲得した新曲「Again, Again」が披露される。7月10日に同じく獲得したCDの一連のリリースイベントが、秋葉原アイドルステージを皮切りに順次開始される。10月8日にカップリング曲が「待恋グラデーション」と公表される。11月23日(祝水)発売。
- 9月12日にメンバーの『桃瀬さり』が体調不良のため、しばらく休養することが発表される。10月23日に一部復帰（オンライン活動）が発表される。11月26日のライブに出演する旨が報告される。
- 10月25日に公式ブログにて『11月27日の劇場公演をもってグループ活動を終了する』旨と、メンバーの『雪咲みうな』『逢坂はつね』『音羽りな』『花野木風』の卒業が公表された。
- 11月27日に秋葉原アイドルステージにてラストライブを行い、活動を終了した。

2023年
- 1月10日に『桃瀬さり』がSJEを卒業した。

## メンバー

### BLUU正規メンバー
| 名前        | よみ            | 誕生日   | 血液型 | 身長  | 愛称       | 担当カラー | 自己紹介 <上段>通常時 <下段>特別バージョン                                                       | SJE卒業日      |
| ----------- | --------------- | -------- | ------ | ----- | ---------- | ---------- | ------------------------------------------------------------------------------------------------ | -------------- |
| 雪咲 みうな | ゆきざき みうな | 9月17日  | O      | 153cm | みうな     | 青色       | BLUUの青色担当 雪咲みうなです。 《White lovers参照》                                             | 2022年11月27日 |
| 音羽 りな   | おとは りな     | 4月4日   | O      | 157cm | りなりん   | 白色       | BLUUの白色担当 音羽りなです。 《White lovers参照》                                               | 2022年11月27日 |
| 逢坂 はつね | あいさか はつね | 10月17日 | B      | 155cm | はつね     | 赤色       | BLUUの赤色担当 逢坂はつねです。 姐御肌のハッピーラッパー、逢坂はつねです。みなさん「おはつねー」 | 2022年11月27日 |
| 花野木 風   | はなのぎ ふう   | 3月7日   | A      | 153cm | ふうちゃん | 緑色       | BLUUの緑色担当 花野木風です。 （未使用）                                                         | 2022年11月27日 |
| 桃瀬 さり   | ももせ さり     | 11月16日 | O      | 158cm | さあちゃん | 桃色       | BLUUの桃色担当 桃瀬さりです。 （未使用）                                                         | 2023年1月10日  |

### CLUU
3つの候補の中から投票で『CLUU』に決定される。意味は『crewをBLUUぽくした造語。Bの次にはCが必ず続くので、BLUUに続くもの。必ずついてくるもの』

## ミッション

### BLUU Revolution
- 期間：2021年4月17日～8月6日[36]
- 目的：年内ワンマンライブを開催するため、BLUUとCLUUで目標を共有し、高見を目指す。
- 内容：平日15人・土日どちらか30人動員、など
- ミッション1（達成）：個別Twitter、グループInstagram開設、新アーティスト写真、ショートムービー作成（獲得）
- ミッション2（達成）：新曲（獲得、2021年10月25日発売）
- ミッション3（未達）：某イベント出演、某雑誌掲載（獲得ならず）[5]
- ミッション4（中止）：ワンマンライブ（獲得ならず）

### 新ミッション1
- 期間：2021年9月25日～11月30日[37]
- 目的：BLUUは、私たち、そして皆様と夢に向かって、階段を一つ一つ登っております。「ワンマンライブ開催」と「更なる新曲獲得」という、世の中から見れば小さいけれど、私たちにとっては、とても大きな夢を掴むために、一緒に階段を登っていきたいと思っております。
- 目標：ワンマンライブ開催、新曲（獲得ならず）
- 内容：A 最大動員ミッション/B 連続動員ミッション
- 結果：内容B継続不能（未達）。よって、内容Aのみの『代替ミッション』として継続する[10]。

代替ミッション
- 内容：最大動員ミッション　30,40,50名動員。
- 結果：10月24日（34名）、11月27日（50名）、11月30日（56名）達成[11]
- 獲得：「未来へSing a song」「ループが止まらない」「未完成の私たち」の3曲がサブスク解禁となる（2022年1月26日）[12]。

### 新ミッション2
- 期間：2022年1月8日〜3月15日[38]
- 目的：この度、BLUUはさらなる成長を遂げるため、新ミッションにチャレンジ致します！
- 内容：最大動員ミッション　30,40,50名動員／累計1000人動員（配信は0.5人換算）
- 結果：3月6日（31,45名動員）／累計1000人動員（達成）、3月8日（56名動員）達成[39]
- 獲得：新曲「Again, Again[20]」、CD[40]、1stワンマンライブ

## ディスコグラフィー

### シングル
| No. | 発売日         | タイトル          | カップリング       | 販売会社       | 販売形態   | レーベル        | 商品コード | 備考                       |
| --- | -------------- | ----------------- | ------------------ | -------------- | ---------- | --------------- | ---------- | -------------------------- |
| 01  | 2021年10月25日 | 未来へSing a song | （なし）           | ダイキサウンド | エムカード | Fantastic Music | FMSC-0060  | MP3(320k)・WAV（ハイレゾ） |
| 02  | 2022年11月23日 | Again, Again      | 待恋グラデーション | ダイキサウンド | CDシングル | Fantastic Music | FMSC-0080  | ASIN B0B78PMXNR            |

### サブスクリプション
| 公開日        | タイトル           | 備考                                |
| ------------- | ------------------ | ----------------------------------- |
| 2022年1月26日 | 未来へSing a song  | 新ミッション1によって獲得されたもの |
| 2022年1月26日 | ループが止まらない | 新ミッション1によって獲得されたもの |
| 2022年1月26日 | 未完成の私たち     | 新ミッション1によって獲得されたもの |

### オリジナル楽曲
- 未来へSing a song[参照 10]
- Again, Again

## コンサート・ライブ

### SE（オープニング）
- 主催ライブ -『White lovers』より引き継いで使用している[参照 11]。
- 対バンライブ - 初代（主催ライブ用の後半部分）[参照 12]。二代目（2022年1月31日～ BLUUオリジナルを使用[42][参照 13]）。

※エンディングは、楽曲のインストゥルメンタルを使用。

### ワンマンライブ
- BLUU 1stワンマンライブ[20]

日付：2022年6月18日
会場：Studio Freedom（東京都渋谷区道玄坂）
歌唱：未来へSing a song 他9曲（新曲「Again, Again」初披露）
出演：雪咲みうな / 音羽りな / 逢坂はつね / 花野木風 / 桃瀬さり ※フルメンバー
SE：対バンライブ（初代）用を使用

### 歌唱楽曲
母体である『さくらシンデレラ』、姉妹グループ『24o'clock』『ONE＋ONE＋ONE』、前身のWhite loversより楽曲を引き継いで歌唱している。「スリル」を除いてSJE管理楽曲。
黒色No.は、CLUUランキング TOP15（2022年1月1日
、1月3日）16以降は新規お披露目順。
青色No.は、BLUUランキング TOP11（2022年7月18日）※アナウンス順位通り
緑色No.は、第2回BLUUランキング TOP5（2022年11月23日）※アナウンス順位通り
赤色No.は、第2回CLUUランキング TOP16（2022年11月24日）
| No. | No. | No. | No. | 曲名                             | 備考                                 |
| --- | --- | --- | --- | -------------------------------- | ------------------------------------ |
| 001 | 001 | 002 | 001 | 未来の透明度                     | White lovers初演                     |
| 002 | 002 | 001 | 009 | 未来へSing a song                | BLUUオリジナル楽曲,1st Single 表題曲 |
| 003 | 005 | 003 | 006 | 待恋グラデーション               | 2nd Single c/w                       |
| 004 | 004 |     | 007 | ループが止まらない               | [ 参照 14 ]                          |
| 005 |     |     | 008 | 光のラプソディー                 |                                      |
| 006 | 008 |     | 009 | あなたのハートにピンポンダッシュ |                                      |
| 007 |     |     | 003 | PROTOSTAR                        |                                      |
| 008 | 006 |     | 011 | 粉雪ノスタルジア                 |                                      |
| 009 | 007 | 004 | 011 | 未完成の私たち                   | [ 参照 15 ]                          |
| 010 |     |     | 011 | Tunder Clap                      |                                      |
| 011 | 008 |     | 014 | さくらヒラヒラ                   |                                      |
| 012 |     |     | 004 | 桜雲                             |                                      |
| 013 |     |     |     | Withe Magic Love                 |                                      |
| 014 |     |     | 014 | スリル                           | （布袋寅泰カバー）                   |
| 015 |     |     |     | ハロウィンモンスター             |                                      |
| 016 | 007 |     | 014 | 千年桜                           |                                      |
| 017 |     |     |     | Marvelous Rain                   |                                      |
| 018 | 003 | 001 | 002 | Again, Again                     | BLUUオリジナル楽曲,2nd Single 表題曲 |
| 019 | 008 |     | 005 | 夏恋クレシェンド                 |                                      |
| 020 | 0-- | 0-- |     | ねこカブリーナ                   |                                      |

### 衣装
主に以下の衣装を纏いてライブを行っている。
- 薄白青柄色の薄手のドレスに帯[48]

　※帯は『チーム色の青』と『個人担当色』の場合の2パターンある
- 赤白黒柄色の衣装[49]
- 白黒柄のBLUUオリジナル衣装[50]

※SJE所有衣装や臨時衣装（私服、コスプレなど）の場合を除く

### 特典会
ライブ終わりに開催される。特典券を購入し、特典を受けるスタイル。代表的な特典券を記載する。
- 集合チェキ券／写メ券（￥3k）
- ノーマルチェキ券（￥1k）
- 落書きチェキ券（￥2k）
- 2ショット写メ券（￥2k）

## メディア出演

### TV
- IDOL新世界秩序 推しごとシェアリング！（BSよしもと、2022年8月14日）『都道府県ジェスチャーゲーム』コーナー[参照 16][51]

### CM
- EZVIZカメラ （セキュリティデザイン、2021年12月14日 - 2022年9月31日）WebCM[参照 17]

### ラジオ
- ディ～とも！プレステージ（下北ＦＭ、2020年11月5日[参照 18]、12月3日[参照 19]、12月17日[参照 20]、2021年1月28日[参照 21]、11月18日[参照 22]）
- SherbetNEOの＃ねおらじ（FM FUJI、2021年11月10日[参照 23][52]、11月17日[参照 24][53]）ゲスト出演
- おーたＰの部屋（渋谷クロスFM、2021年12月16日[参照 25][54]）ゲスト出演

## White lovers
BLUUの先駆けとなったWhite lovers（ホワイトラバーズ）に関して、以下に記す。

### 経歴
2019年
- 12月22日に『雪咲みうな』『YUKINO』『春田沙良』『音羽りな』の4人で『さくらシンデレラ』6つ目の姉妹グループ『White lovers』がデビュー。同日の『SJE音楽祭』にて新曲「未来の透明度」が披露される[55]。雪咲みうなは、さくらシンデレラ研究生（リトルシンデレラ）と兼任となる[56]。

2020年
- 2月6日に木曜定期公演（2/6,2/13,2/20,2/27）にて『40人以上動員を3回達成で新曲』のミッションに挑戦して達成する[57]。6月27日に、新曲「感情リフレクション」を披露した[58]。
- 4月3日に『YUKINO』が一身上の都合による活動休止となる。5月8日に卒業となり、雪咲みうな・春田紗良・音羽りなの3人での活動となる[59]。
- 8月11日に『春田沙良』が体調不良による活動休止となる。8月27日に卒業となり、雪咲みうな・音羽りなの2人での活動となる[60]。
- 8月30日に『雪咲みうな』が『さくらシンデレラ正規メンバー』に昇格[56]となり、White loversと兼任となる。
- 10月20日に活動終了と新グループのお披露目が告知される。10月25日に常態での活動は終了となる[61]。同日に、雪咲みうな・音羽りなの2人に、逢坂はつね・花野木風・桃瀬さりの3人を加えた新グループ『BLUU』が結成、お披露目される。

2022年
- 11月23日に秋葉原アイドルステージにてラストライブを行い、全ての活動を終了した[62]。

### メンバー
| 名前        | よみ            | 愛称       | 担当カラー | 自己紹介                                                                                     | 卒業           |
| ----------- | --------------- | ---------- | ---------- | -------------------------------------------------------------------------------------------- | -------------- |
| 雪咲 みうな | ゆきざき みうな | みうな     | 青色       | みうなはみんなのー「すきぴだよー」あなたのヒロイン担当、みんなのすきぴ。雪咲みうなです。     | 2022年11月23日 |
| YUKINO      | ゆきの          |            | 紫色       |                                                                                              | 2020年5月8日   |
| 春田 紗良   | はるた さら     | さらちゃん | 桃色       | 笹の葉「さーらさらー」今日もあなたを癒します。純白無敵の根性ガール、春田紗良です。           | 2020年8月27日  |
| 音羽 りな   | おとは りな     | りなりん   | 白色       | 今日もみんなに愛を届けます「りなりんりん」ホワイト担当、みんなののエンジェル。音羽りなです。 | 2022年11月23日 |

### オリジナル楽曲
- 未来の透明度[参照 29]
- 感情リフレクション

### ラジオ
- DJ Tomoaki'sRADIO SHOW!（下北ＦＭ、2019年12月26日[参照 30]、2021年2月6日[参照 31]）

### 衣装
主に以下の衣装を纏いてライブを行う。　※SJE所有衣装や臨時衣装（私服、コスプレなど）の場合を除く
- 薄水色の地に白の花柄レース、細幅黒タイ（リボン）[63]

### Revivalライブ
BLUU公演の一部として、臨時編成（ユニット）されることもある。
- 2022年01月10日　ホワZERO公演[64]
- 2022年02月24日　White lovers公演（配信のみ）[65]
- 2022年04月07日　White lovers公演[66]
- 2022年04月30日　White lovers公演[67]
- 2022年06月17日　White lovers公演（配信のみ）[68]
- 2022年09月03日　White lovers公演[69]
- 2022年11月23日　White lovers公演[62]

## 関連
- さくらシンデレラ
- 24o'clock